# William Pickersgill
William Pickersgill war eine Werft mit Sitz in Southwick, Sunderland am Fluss Wear in North East England.

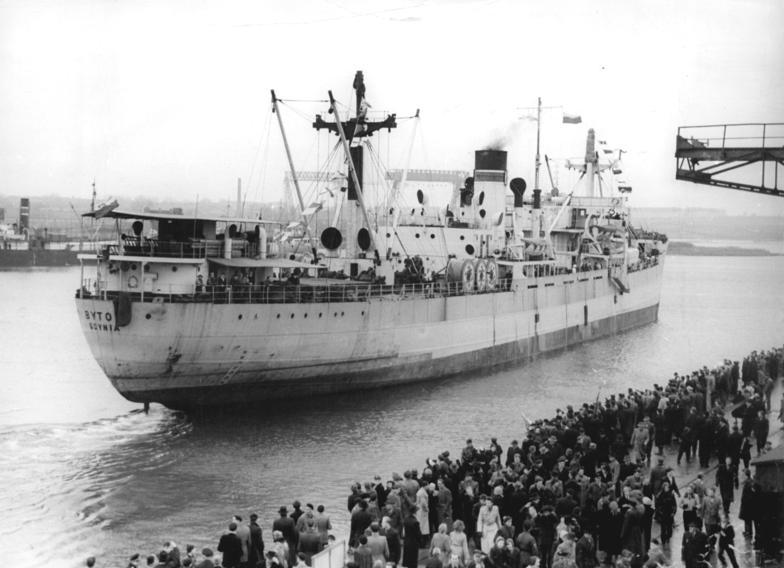
Die 1942 bei Pickersgill als Empire Hunter gebaute Bytom

## Geschichte
Gegründet wurde die Werft 1845 von William Pickersgill in Southwick am Wear, nachdem der Unternehmensgründer zuvor schon seit 1838 zusammen mit Messrs Miller, Rawson and Watson eine Werft betrieben hatte.
Während des Zweiten Weltkriegs wurde auch die vormalige Werft John Priestman & Company übernommen.
1954 schloss sich die Werft mit der ebenfalls in Sunderland ansässigen Werft S. P. Austin & Sons zu Austin & Pickersgill zusammen und modernisierte den Betrieb für etwa drei Millionen Pfund Sterling. Im Jahr 1988 wurde der traditionsreiche Werftstandort schließlich endgültig geschlossen.